# Justice to Believe/아오이 이로
《JUSTICE TO BELIEVE / 아오이 이로 (アオイイロ)》는 미즈키 나나의 14집 싱글이다. 2006년 11월 15일에 출시되었다.

## 곡 목록
1. Justice to Believe
2. アオイイロ(아오이 이로)
3. Justice to Believe (without NANA)
4. Aoi Iro (without NANA)